# 清洲藩
清洲藩（きよすはん）は、尾張国清洲（現在の愛知県清須市）の清洲城を藩庁とした藩。尾張藩（名古屋藩）の前身である。

## 概要
戦国時代、清洲城は守護代の織田氏（織田大和守家）の居城であったが、分家出身の織田信長がこれを奪い居城とした。しかし信長が岐阜城、次いで安土城と拠点を移してからは清洲城の存在価値は極度に低下していく。天正10年（1582年）6月、信長が本能寺の変で横死すると、信長の後継者を合議する会議、いわゆる清洲会議が清洲城で開かれ、このとき豊臣秀吉によって信長の後継者は信長の嫡孫・三法師（のちの織田秀信）と決められ、清洲城主には信長の次男・織田信雄が据え置かれた。
その信雄は、天正18年（1590年）の小田原征伐後、秀吉の旧徳川領である駿河、甲斐への移封を拒絶したために改易されて下野に追放される。代わって清洲は秀吉の甥・豊臣秀次の所領となるが、秀次は文禄4年（1595年）に謀反の罪を着せられて切腹させられる。このため、尾張清洲の新たな城主として、文禄・慶長の役で武功を挙げた福島正則が伊予11万3000石から24万石と加増移封される形で赴任する。
正則は、秀吉のもとで賤ヶ岳の七本槍の一人として武功を挙げた勇将である。しかしこのため、文治派の石田三成とは犬猿の仲にあり、秀吉没後は三成と対立し、慶長5年（1600年）の関ヶ原の戦いでは東軍に与して戦功を挙げた。この戦功により戦後、正則は徳川家康より安芸広島藩49万8200石に加増移封された。
代わって尾張清洲には、関ヶ原の戦いで井伊直政と共に抜け駆けの先鋒を果たし、西軍の島津豊久を討ち取るという武功を挙げた家康の四男・松平忠吉（東条松平家）に62万石で与えられ、清洲藩が立藩した。しかし忠吉は慶長12年（1607年）3月5日、江戸の芝浦で労咳のために急死する。忠吉には継嗣が無かったため、忠吉の異母弟・義利（義直）が入るが、義直は新たに名古屋城を築城して藩庁や城下町を移設し、名古屋藩（尾張藩）を立藩する（清洲越し）。清洲城は名古屋城の資材として転用され、廃城となった。この義直より始まる系統が、徳川御三家のひとつ・尾張徳川家となった。

## 歴代藩主

### 松平（東条）家
親藩 - 62万石
| 代 | 氏名 | よみ     | 官位・官職                | 在任期間                           | 前藩主との続柄・備考 |
| -- | ---- | -------- | ------------------------- | ---------------------------------- | -------------------- |
| 1  | 忠吉 | ただよし | 従三位 左近衛権中将・侍従 | 慶長5年 - 慶長12年 1600年 - 1607年 | 徳川家康の四男       |

### 徳川（尾張）家
親藩 - 47万2344石
| 代 | 氏名         | よみ     | 官位・官職            | 在任期間                            | 前藩主との続柄・備考 |
| -- | ------------ | -------- | --------------------- | ----------------------------------- | -------------------- |
| 1  | 義利（義直） | よしとし | 従二位 権大納言・参議 | 慶長12年 - 慶長15年 1607年 - 1610年 | 徳川家康の九男       |